# Videnje sv. Janeza na Patmosu (Correggio)
Videnje sv. Janeza Evangelista na Patmosu (1520–1522) je delo italijanskega poznorenesančnega umetnika Antonia Allegrija Correggia. Zavzema kupolo in pendentive benediktinske cerkve sv. Janeza Evangelista v Parmi v Italiji.

## Zgodovina
Po uspehu poslikave v Camera della Badessa v nekdanjem samostanu San Paolo v Parmi, je bil Correggio takoj vpoklican v Parmi za drugo ambiciozno slikarsko delo, okrasitev pravkar končane obnove cerkve sv. Janeza, na zahtevo opata Girolama Spinole. To je bilo prvo javno naročilo visoke angažirane javnosti in nedvomnega prestiža, ki ga je Correggiu uspelo pridobiti. Celoten ikonografski program, ki je vključeval tudi danes izgubljena ali napol izgubljena dela v koru, je bilo treba kmalu razdelati, luneto s svetim Janezom in orlom v levem transeptu pa so verjetno poslikali kot prvi esej.
Plačila, zapisana v knjigah samostana cerkve v Parmi, segajo od 6. julija 1520 do 23. januarja 1524. Obstaja lepo število pripravljalnih risb za figure apostolov in Kristusa, ki prikazujejo natančnost vsake posamezne podrobnosti.
Nimamo dokazov, kakšen je bil odziv naročnika in javnosti na to Correggiovo inovativno delo, a sodeč po dejstvu, da je umetnik v letih, ko je na to čakal, dobil nalogo, da poslika kupolo bližnje stolnice v Parmi morda verjamemo, da je bilo delo zelo uspešno, čeprav še vedno poteka. Pravzaprav je bila verjetno dekoracija kupole sv. Janeza tista, ki je odobrila afirmacijo Correggiove slave v Parmi, ki mu je v prvi polovici 1520-ih zagotovila veliko število pomembnih naročil. Dokaz prestiža, doseženega v mestu, ostaja dokument z dne 26. avgusta 1525, v katerem je njegovo ime zapisano na seznamu strokovnjakov in umetnikov (vključno z Alessandrom Araldijem in Michelangelom Anselmijem), ki so bili poklicani, da ocenijo stabilnost cerkve Santa Maria della Steccata v Parmi. Od tu naprej so bila naročila, ki jih je umetnik prejemal, vse pomembnejša.

## Opis
Ciklus fresk v kupoli, kot že omenjeno, ne zajema samo kupole, temveč tudi tambur, štiri pendentive in predele lokov, ki so tem najbližje. V središču zmaguje velika božja prikazen. Na pendentivih je nekaj evangelistov in cerkvenih očetov s kerubi; v cilindričnem pasu tamburja kristološki prizori in pari simbolov tetramorfa; na dnu sofitov lokov, ki podpirajo kupolo, so motivi iz Stare zaveze.
Središče kupole zavzema iluzionističen prostor, ki temelji na nizu koncentričnih ravnin, ki jih nakazujejo oblaki, iz katerih se raztezajo apostoli. Od roba kupole se oblaki razredčijo in odprejo sijoči svetlobi Kristusa, ki se spušča proti tlom ladje. To je videnje drugega Kristusovega prihoda, ki ga je imel sveti Janez na otoku Patmos, kot je opisano v Razodetju (Raz 1,7): »Tukaj prihaja na oblakih in tako bo videlo vsako oko njega.« Tema je povezana tudi s klicem, ki ga Kristus opravi svojemu ljubljenemu učencu in mu pokaže njegovo mesto pri nebeški mizi skupaj z drugimi apostoli: ta epizoda je vzeta iz liturgije, ki so jo peli benediktinski menihi 27. decembra, na dan sv. Janeza Evangelista.
V središču bleščeče svetlobne emanacije, sestavljene ob natančnejšem pregledu jat serafimov, lebdi Kristus, viden od spodaj, z iztegnjenimi rokami. Ovalna oblika baze kupole je bila v celoti izkoriščena tako, da je Kristusovo telo postavljeno rahlo navpično, na najdaljšo os, kar je koristilo globalni energiji reprezentacije, kot bi božja prikazen razširila prostor. Zdi se, da Kristus odmika oblake vsenaokoli, v ozadju pa apostoli sedijo v različnih položajih. Enajst jih je: pravzaprav še vedno manjka Janez, ki je na dnu, zdaj na robu bobna, medtem ko se s prestrašeno kretnjo obrne h Kristusu, ki usmerja pogled vanj in kot da nakazuje, kam naj gre. Zdi se, da Kristusove roke vodijo navidezno vrtenje skupine apostolov, pri čemer smeri kretenj in pogledov vabijo k dinamičnemu vrtenju celotne upodobitve. Nad Janezom, ki je v smeri Jezusove glave, je Bartolomej, nato pa v smeri urinega kazalca Simon Gorečnik, sveti Jakob, sveti Andrej, sveti Tomaž, Jakob Mlajši (v osi z Janezom), Juda Tadej, sveti Filip, sveti Peter (s ključi) in sveti Matija ali sveti Pavel. Identifikacije, razen Petra, so tradicionalne, brez atributov, in so povezane s sestavljenim izračunom z astrolabom: po izračunih učenjaka Gerardine Dunphy Wind se Janezov položaj natančno ujema z datumom 27. december, tj. dan njegovega praznovanja.
Lik sv. Janeza se naslanja na boben kupole. Ta del freske je bil prisotnim v cerkvi skrit, viden pa menihom na koru in pod kupolo.
Vse učinkovito prispeva k uresničitvi videnja: plastična polnost apostolov, umerjena na nagib kupole, kerubi, ki lebdijo v vseh dimenzijah in izničijo prostorsko skeniranje, zlata svetloba, ki na figurah osvetljuje bliske različnih intenzitet.
V štirih pendentivih je Correggio skupaj naslikal štiri evangeliste in štiri cerkvene očete. To so:
- sveti Matej z angelom;
- sveti Marko s krilatim levom;
- sveti Luka z volom;
- sveti Janez Evangelist z orlom

oziroma,
- sveti Hieronim z belo brado in rdečimi oblačili;
- sveti Ambrož Milanski s palico;
- sveti Gregor s papeško tiaro;
- sveti Avguštin je upodabljal štetje skupaj s sv. Janezom

- Sv. Luka in sv. Gregor
- Sv. Simon
- Sv. Filip in sv. Tadej
- Sv. Bartolomej in sv. Matjaž